# ポール・スクーマン
ポール・スクーマン(Paul Schoeman、1992年12月19日 - ）は、南アフリカのラグビー選手。

## プロフィール
- 南アフリカ・クラドック出身[1]。
- ポジションはフランカー(FL)、ナンバーエイト(No.8)。
- 身長 190cm、体重 110kg
- ニックネームはティール。

## 略歴
6歳からラグビーを始めた。
マーロウ高校、イースタン・プロヴィンス・キングス、フリーステイト・チーターズ、チーターズ、ブルズを経て、2019年、Honda Heat(現・三重ホンダヒート)に加入。
2020年1月12日にジャパンラグビートップリーグ第1節リコーブラックラムズ戦に先発出場で日本での公式戦初出場を果たす。
2022年、三重ホンダヒートを退団した。